# Contra-Krieg

Lage Nicaraguas in Mittelamerika

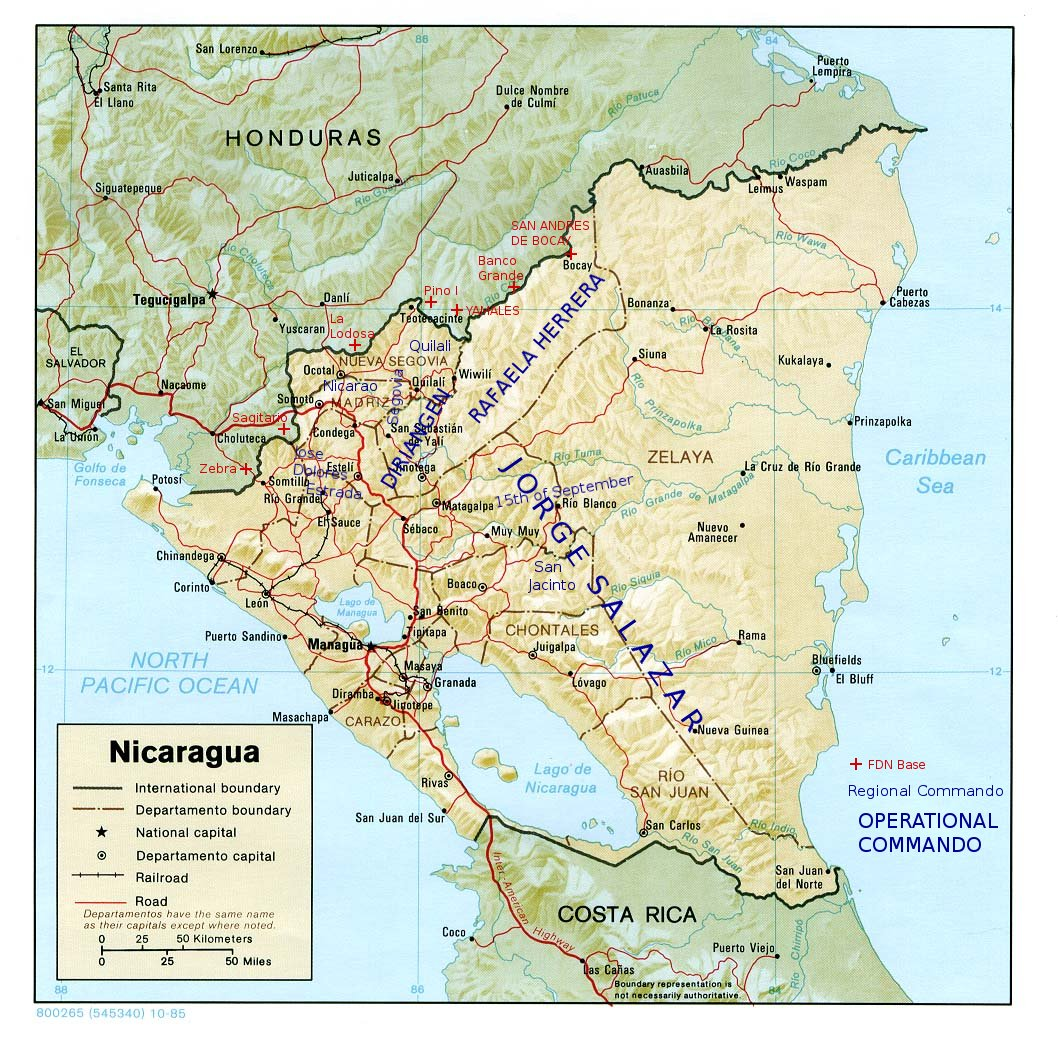
Operationsgebiete und Stützpunkte der Fuerza Democrática Nicaragüense

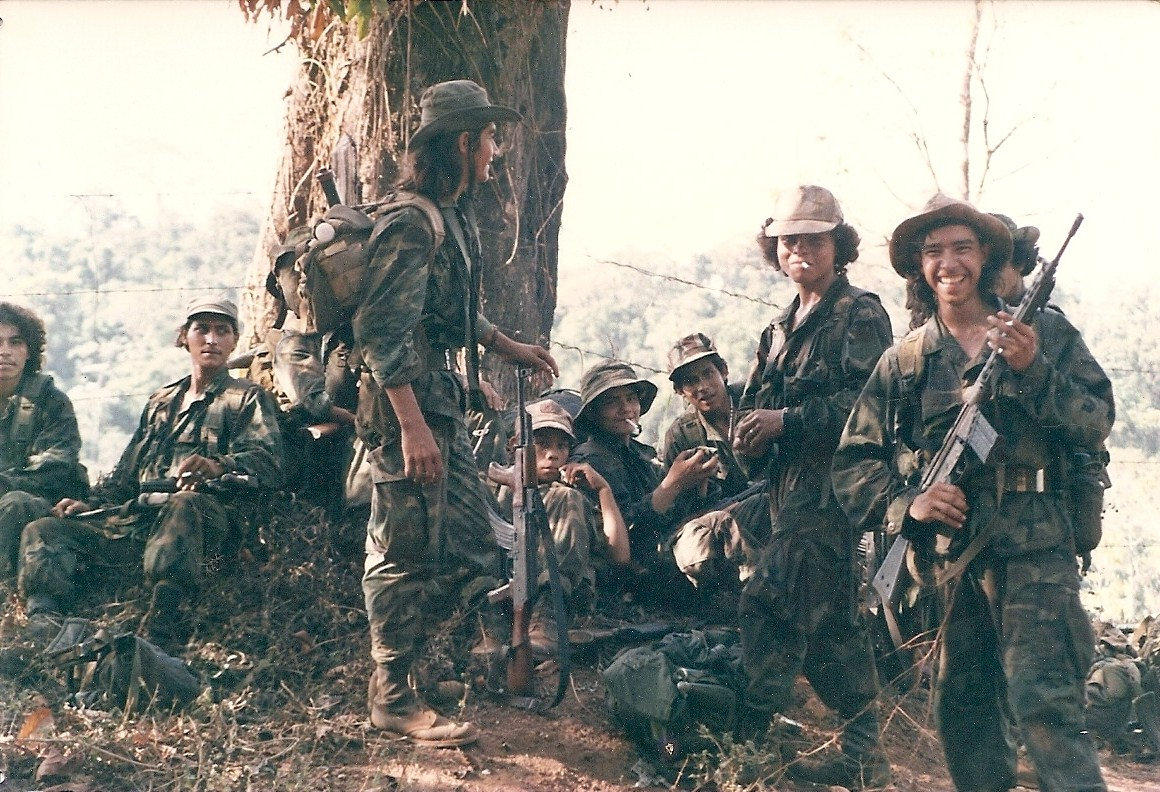
Mitglieder der ARDE Frente Sur bei einer Rauchpause im südöstlichen Nicaragua, 1987

Der Contra-Krieg war ein von 1981 bis 1990 mit maßgeblicher Unterstützung der Vereinigten Staaten geführter Guerilla-Krieg der Contra-Rebellen gegen die linksgerichtete sandinistische Regierung Nicaraguas. Die Contra-Rebellen operierten vor allem von Stützpunkten im Nachbarland Honduras aus. Sie führten Anschläge gegen die öffentliche und wirtschaftliche Infrastruktur Nicaraguas aus und töteten zahlreiche Zivilisten.
Ab 1982 verabschiedete der US-Kongress die Boland-Amendments, die der US-Regierung jegliche finanzielle oder sonstige Unterstützung der Contras gesetzlich untersagten. Die Regierung unter Ronald Reagan setzte sich unter Einsatz verschiedener geheimer und illegaler Finanzierungsmethoden darüber hinweg. Diese illegale Unterstützung der Contras wurde 1986 im Rahmen des Iran-Contra-Skandals öffentlich bekannt und führte zu einer Regierungskrise in den USA.
Die USA wurden 1986 vom Internationalen Gerichtshof in Den Haag für ihre direkte und indirekte militärische Teilnahme am Contra-Krieg zur Beendigung der ungesetzlichen Anwendung von Gewalt gegen Nicaragua und Zahlung von Reparationen verurteilt. Sie erkannten das Urteil allerdings nicht an.

## Hintergründe

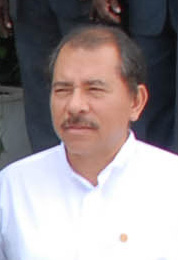
Der damalige sandinistische Präsident Daniel Ortega (2007)

Am 19. Juli 1979 wurde die von den USA unterstützte Somoza-Diktatur in Nicaragua durch die Sandinistas gestürzt und die „Sandinistische Befreiungsfront“ unter der Führung Daniel Ortegas übernahm die Regierungsgewalt.
Gegen diese neue Regierung bildete sich eine Opposition, die vor allem aus Mitgliedern der ehemaligen Nationalgarde und aus Angehörigen bürgerlich-konservativ orientierter Bevölkerungsgruppen bestand, die in den Maßnahmen der Regierung, wie etwa der Landreform, eine Gefahr für ihren Besitzstand sahen. Diese „Contras“ (vom spanischen contrarevolucionario – Konterrevolutionär) waren zu Beginn der sandinistischen Herrschaft unter der Bevölkerung weitgehend unpopulär. Sie wurden jedoch von den USA, dort vor allem von der CIA unterstützt, die in dem neuen Regime eine Gefahr für ihre strategische Sicherheit und auch ihre wirtschaftlichen Interessen sahen. Diese Unterstützung ermöglichte es letztlich, dass sich die politischen Differenzen zwischen Regierungsanhängern und Opposition zu einem Bürgerkrieg ausweiten konnten.
Im Rahmen der Dominotheorie und der Kirkpatrick-Doktrin wollte die US-amerikanische Regierung die Möglichkeit nicht hinnehmen, dass sich ein weiterer Staat in Lateinamerika nach kubanischem Vorbild mit dem Ostblock verbündete. Aus ehemals als geheim eingestuften, heute jedoch freigegebenen Planungsdokumenten der US-Regierungen der 1950er-Jahre geht hervor, dass US-Strategen schon frühzeitig Pläne entwickelten, um ihre Vormachtstellung in Lateinamerika zu sichern, wobei diesen Staaten eine Rolle als Rohstofflieferanten und Dienstleister zugewiesen wurde. In den Dokumenten wird insbesondere auf Trends zur Bildung nationalistischer Regime in Lateinamerika verwiesen und die Notwendigkeit betont, Maßnahmen zur Sicherung der US-amerikanischen Interessen zu ergreifen, sei es durch wirtschaftliche Einflussnahme oder militärische Maßnahmen.
Die US-Regierung unter Präsident Jimmy Carter hatte bereits 1978 verdeckte CIA-Operationen zur Stärkung oppositioneller Gruppierungen autorisiert, um eine gemäßigte Alternative zu den Sandinisten zu schaffen. Kritische Beobachter der US-Außenpolitik bewerten den Contra-Krieg daher als weiteres Beispiel für die seit 1945 von US-amerikanischen Regierungen durchgeführten Eingriffe in die staatliche Souveränität von Ländern wie Iran (Operation Ajax), Chile, Guatemala, Vietnam, Haiti, Kuba und weiteren Staaten.

## Unterstützung der USA für den Guerillakrieg

### Frühphase
Bereits kurz nach der Machtübernahme der Sandinisten am 19. Juli 1979 bewilligte US-Präsident Jimmy Carter finanzielle und politische Unterstützungen für Gegner der Sandinisten. Gleichzeitig wurde Druck bezüglich der personellen Besetzung der Regierungsposten auf die nicaraguanische Regierung ausgeübt. Die noch fließenden US-amerikanischen Hilfeleistungen unter Carter gingen fast ausschließlich an Nichtregierungs-Organisationen und private Einrichtungen wie die AIFLD (American Institute for Free Labor Development), die mit der CIA zusammenarbeitete. Nach dem Amtsantritt von US-Präsident Ronald Reagan im Januar 1981 wurde die Hilfe an die Sandinisten fast vollständig eingestellt (siehe Reagan-Doktrin). Nicaragua wurde von US-Regierungsprogrammen zur Unterstützung von Investitionen und Handel ausgeschlossen. US-Importe von Zucker aus Nicaragua sanken daraufhin um 90 %. Washington übte weiterhin Druck auf den IMF, den IDB, die Weltbank und den europäischen Markt aus, Kredite an Nicaragua zurückzuhalten. Um die Erdölversorgung des Landes zu stören, wurden im Rahmen von Contra/CIA-Operationen mehrere Angriffe gegen Öl-Depots gestartet, Pipelines gesprengt, Umladehäfen vermint und den Hafen anlaufenden Öltankern mit der Sprengung selbiger gedroht. Insbesondere Nicaraguas Häfen wurden mit Schnellbooten attackiert und aus der Luft bombardiert, um Exporte zu blockieren. Im Oktober 1983 gab der Exxon-Konzern bekannt, dass seine Tanker keine weiteren Öl-Transporte von Mexiko, dem nicaraguanischen Hauptlieferanten, nach Nicaragua transportieren werden. Ein weiteres bevorzugtes Ziel waren landwirtschaftliche Einrichtungen. Contra-Truppen zerstörten Getreidesilos und Tabaklager, Bewässerungsanlagen, Farmen, Straßen, Brücken, landwirtschaftliche Fahrzeuge und Transportfahrzeuge. Zahlreiche staatliche Farmen und Kooperativen wurden lahmgelegt. Viele noch intakte Farmen wurden daraufhin verlassen. Die Standard Fruit Company (heute Dole Food Company) gab im Oktober 1982 unter Verletzung eines bis 1985 gültigen Vertrages mit der nicaraguanischen Regierung bekannt, alle Bananengeschäfte mit Nicaragua einzustellen.

### Verstärkung des US-Engagements, verdeckte Kriegsführung der CIA
Ab 1982 wurde die US-Infrastruktur für die Luftwaffe, Aufklärung und Kommunikation massiv ausgebaut. In Florida und Kalifornien wurden gleichzeitig tausende Contras trainiert. Die Contras, auch „Freedom fighters“ genannt, rekrutierten sich hauptsächlich aus früheren Mitgliedern der gefürchteten Nationalgarde des gestürzten Diktators Somoza. Ab diesem Zeitpunkt waren auch US-Piloten direkt an Operationen gegen nicaraguanische Truppen sowie für Versorgungsflüge für die Contras im Einsatz. An Bord eines 1986 über Nicaragua abgeschossenen amerikanischen Frachtflugzeuges fand man Waffen und weitere militärische Ausrüstung. Eugene Hasenfus, der einzige Überlebende des Absturzes, sagte nach seiner Festnahme durch die nicaraguanische Regierung aus, für die CIA zu arbeiten. Amerikanische Kongressabgeordnete wurden von einigen Contras informiert, dass sie Anweisung hatten, die Verantwortung für die von der CIA organisierten und Söldnern geflogenen Bombeneinsätze zu übernehmen.

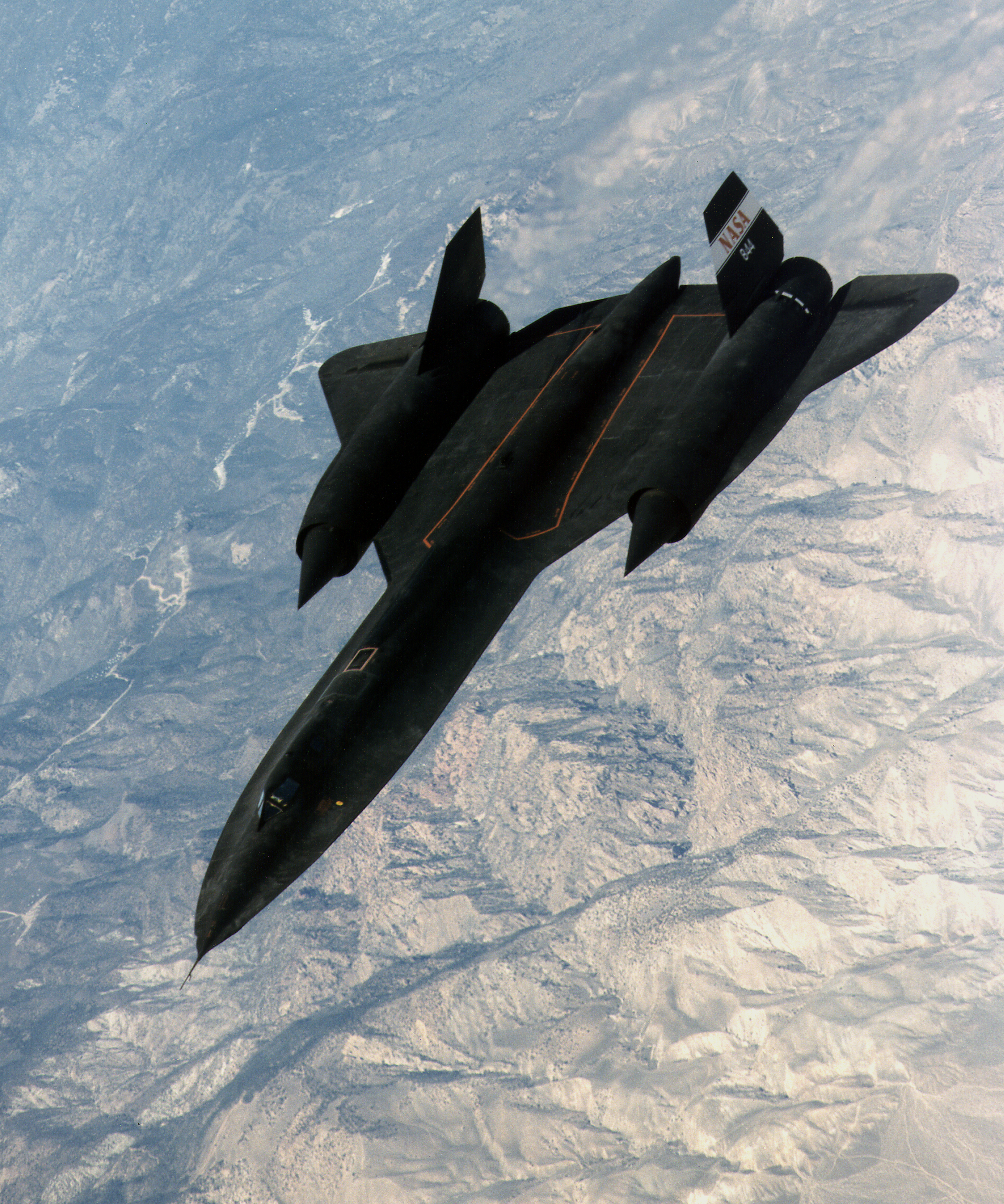
Lockheed SR-71 „Blackbird“

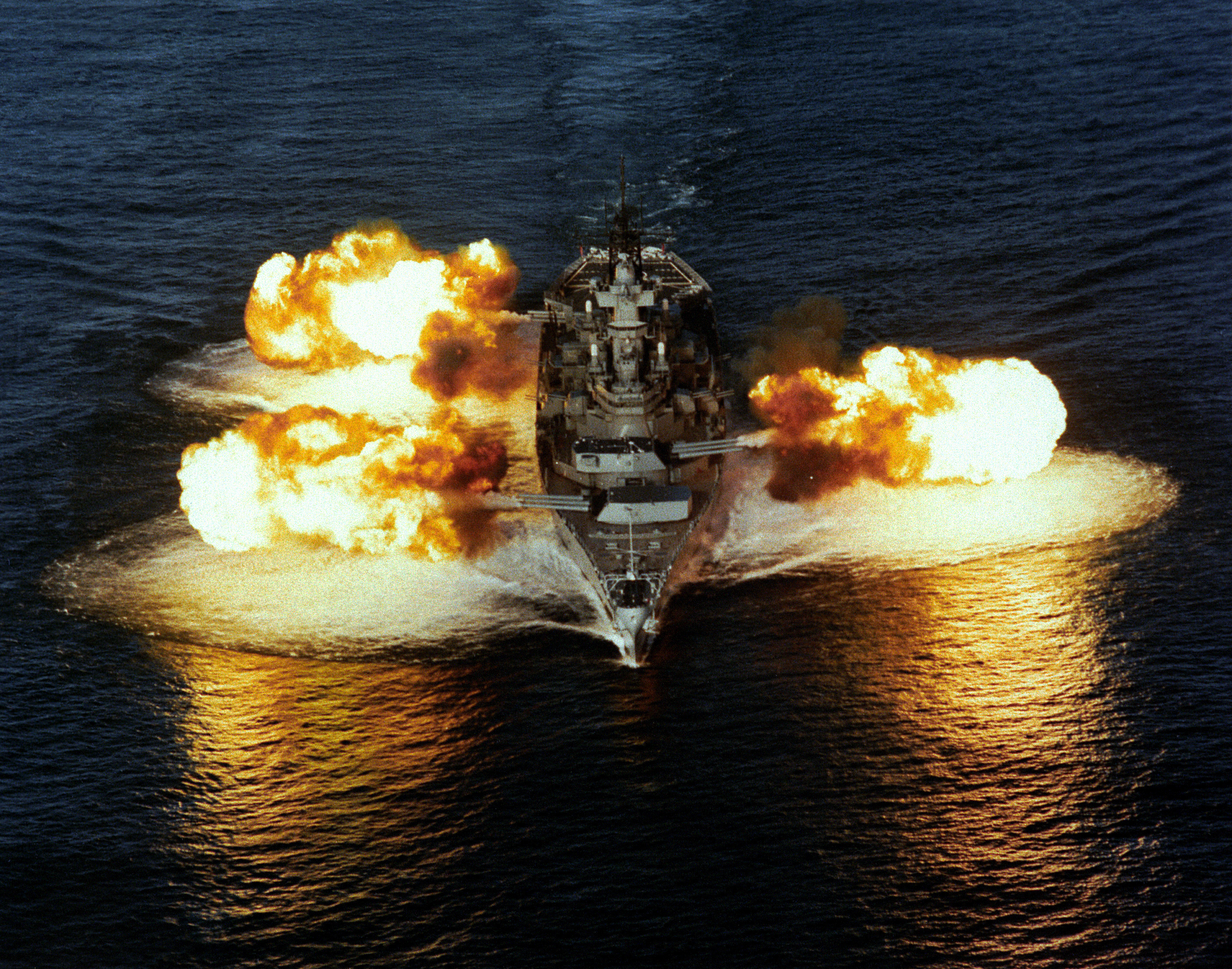
USS New Jersey beim Abfeuern der Hauptgeschütze

Eher aus Gründen der psychologischen Kriegsführung denn zur Aufklärung kam 1984 die Lockheed SR-71 „Blackbird“ über Nicaragua zum Einsatz, die auf Spanisch populär als El pájaro negro (Der schwarze Vogel) bezeichnet wurde. Dies gilt auch für den Einsatz des Schlachtschiffs New Jersey vor der nicaraguanischen Westküste im Juli 1983.
Im September 1983 begann die CIA unter Verwendung von lateinamerikanischen Militärspezialisten (so genannte Unilaterally Controlled Latin Assets = UCLAs), mit Hilfe von Schnellbooten, die von einem Mutterschiff abgesetzt wurden, nicaraguanische Häfen wie Corinto und Puerto Sandino anzugreifen. Diese Art der verdeckten Kriegführung wurde bis ins Frühjahr 1984 fortgesetzt, wobei vorzugsweise die Energieversorgung Nicaraguas wie die Treibstofftanks in Corinto attackiert wurden. Die Verminung nicaraguanischer Häfen sollte außerdem dazu dienen, Handelspartner der sandinistischen Regierung abzuschrecken und ihre Lieferung über See einzustellen. Bei den UCLAs handelte es sich nicht um Contras, da diese nicht über die entsprechende militärische Spezialausbildung verfügten. Um wen es sich bei den UCLAs im Einzelnen handelt, ist bis heute (2017) ungeklärt.

### Systematische Menschenrechtsverletzungen der Contras
Die Contras waren für ihre Brutalität bekannt. Menschen, die sie bei den zahlreichen Aktionen zur Zerstörung von Gesundheitszentren, Schulen, Landwirtschaftskooperativen oder Gemeindezentren aufgriffen, wurden oft gefoltert und auf grausame Weise getötet. Die nicaraguanische Regierung gab 1984 bekannt, dass seit 1981 ca. 910 Staatsangestellte und 8.000 Zivilisten bei Anschlägen der Contras getötet wurden. Geheimdienstkomitees des US-Kongresses wurden von damaligen und früheren Contra-Führern sowie anderen Zeugen informiert, dass die Contras tatsächlich unbewaffnete Zivilisten, darunter auch Frauen oder Kinder, folterten, zerstückelten, köpften oder ihnen die Augen ausstachen. Im Oktober 1984 wurde aufgedeckt, dass die CIA ein Handbuch mit dem Titel Psychological Operations in Guerrilla Warfare für die Anleitung der Contras erstellt hatte, in welchem zur Anwendung von Gewalt gegen Zivilisten ermuntert wurde. Das Handbuch enthält Hinweise für politische Anschläge, Erpressung von Zivilisten, Entführungen und zur Sprengung öffentlicher Gebäude. Es tauchte kurz darauf in leicht veränderter Form wieder in Honduras auf, angeblich herausgegeben von der privaten amerikanischen Organisation Soldier of Fortune magazine. Ebenfalls 1984 wurde die Verteilung eines von der CIA erstellten Comic-Buchs mit dem Titel Freedom Fighters' Manual an die nicaraguanische Bevölkerung offengelegt, in welchem zur Sabotage aufgerufen wurde. Die beschriebenen Sabotage-Techniken umfassen das Verstopfen von Toiletten, Zerstören von Stromkabeln, Verschmutzen von Benzintanks, das Umschlagen von Bäumen an Straßen, das Auslösen falscher Feueralarme, das exzessive Verschwenden von Strom und Wasser, das Stehlen der Post, das Krankmelden bei der Arbeit, das Kurzschließen von Anlagen und weitere.

### Iran-Contra-Affäre

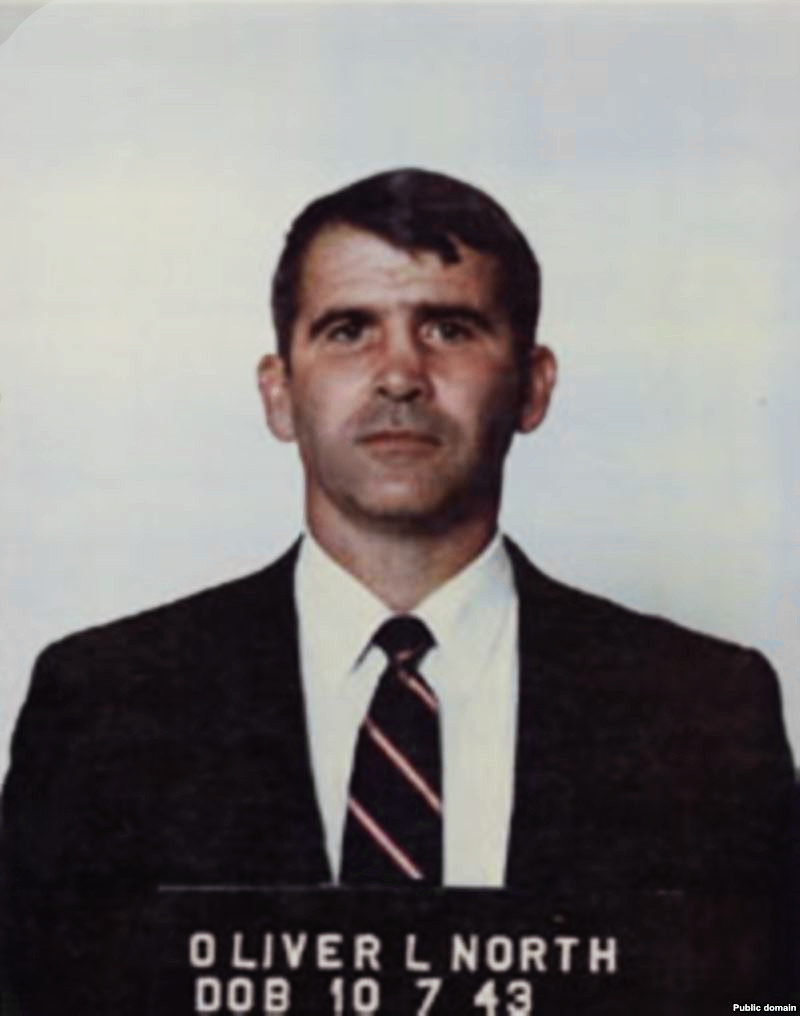
Oliver North organisierte im Weißen Haus die nach US-Recht illegale Unterstützung der Contras.

Die Contras erhielten während der Amtszeit von Ronald Reagan finanzielle und militärische Hilfen der USA. Sie operierten oft von Basen der angrenzenden Länder wie Honduras und El Salvador aus. Die US-Unterstützung wurde teilweise über El Salvador abgewickelt. Das Geld für die Hilfsleistungen der USA an die nicaraguanischen Rebellen wurde durch Erlöse aus geheimen und illegalen Waffenverkäufen an den Iran (Iran-Contra-Affäre) generiert. Weiterhin finanzierten sich die Contras erwiesenermaßen und in großem Stil durch den Schmuggel von Kokain in die USA (siehe Contra und Dark Alliance).

### Verurteilung der USA
Die USA wurden am 27. Juni 1986 vom Internationalen Gerichtshof in Den Haag für ihre direkte und indirekte militärische Teilnahme am Contra-Krieg zur Beendigung der „rechtswidrigen Anwendung von Gewalt“ gegen Nicaragua und Zahlung von Reparationen verurteilt. Die USA weigerten sich jedoch, das Urteil anzuerkennen. Nicaragua wandte sich daraufhin an den UNO-Sicherheitsrat, welcher eine Resolution verabschiedete, die alle Staaten dazu aufrief, das internationale Gesetz zu befolgen. Die USA legten ihr Veto gegen die Resolution ein.

## Militärische Gegenmaßnahmen der sandinistischen Regierung

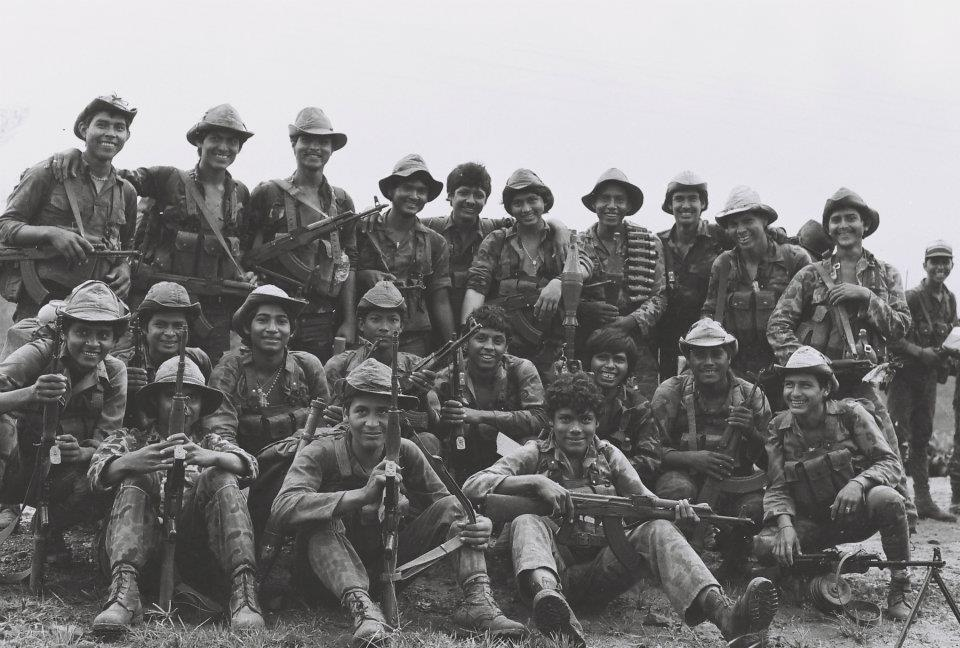
Compañía BLI Sócrates Sandino

Bereits unmittelbar nach der Revolution wurde am 22. August 1979 das Sandinistische Volksheer (Ejército Popular Sandinista) gegründet. Bis zu seiner Auflösung 1994 unterstand es Humberto Ortega Saavedra (geb. 1947). Die Allgemeine Wehrpflicht (Servicio Militar Patriótico = Vaterländischer Militärdienst) von zwei Jahren Dauer wurde am 13. September 1983 eingeführt. Für den Anti-Guerillakampf wurden Spezialeinheiten aufgestellt, die BLI (Batallones para la lucha irregular = Bataillone für den irregulären Kampf), die nach bekannten nicaraguanischen und lateinamerikanischen Politikern bzw. Militärs benannt wurden:
- BLI „Simón Bolívar“
- BLI „Germán Pomares“
- BLI „General Francisco Estrada“
- BLI „Coronel Santos López“
- BLI „General Miguel Ángel Ortez“
- BLI „Coronel Rufo Marín“
- BLI „General Juan Pablo Umanzor“
- BLI „Farabundo Martí“
- BLI „Coronel Sócrates Sandino“
- BLI „Coronel Ramón Raudales“
- BLI „General Juan Gregorio Colindres“
- BLI „General Pedro Altamirano“

Zusätzlich wurde zu Beginn der 1980er-Jahre die Sandinistische Volksmiliz (MPS = Milicia Popular Sandinista) aufgestellt, die vorzugsweise Wach- und Sicherungsdienste im Kriegsgebiet wahrnahm und in Bataillone und Territorialbrigaden gegliedert war. Ihr erster Kommandeur war Edén Pastora Gómez.
Die Grenzsicherung oblag einer in sieben Bataillone gegliederten Grenzschutztruppe, der TGF (Tropas Guardafrontas), die 1988/89 ca. 7000 Angehörige umfasste.

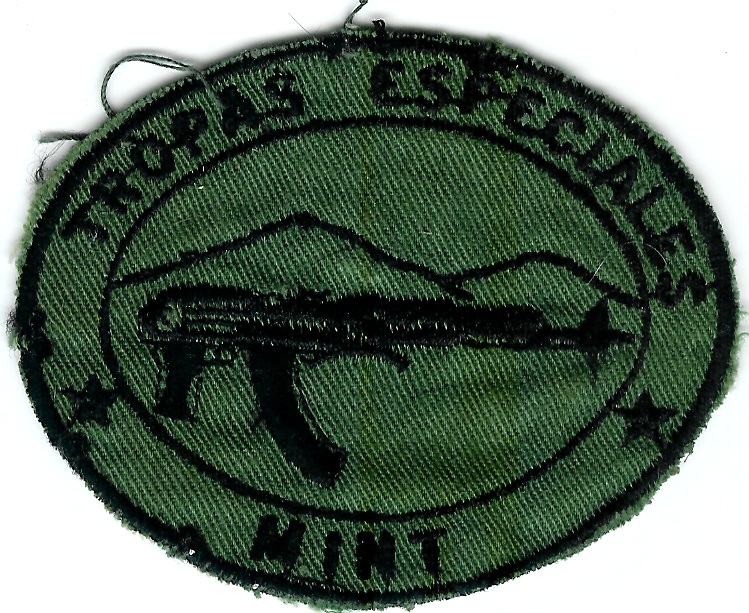
Emblem der Tropas Pablo Úbeda

Weiterhin unterlag die Contrabekämpfung den Truppen des Innenministeriums unter Tomás Borge und dem ihm unterstellten Inlandsgeheimdienst DGSE (Directorio General para la Seguridad del Estado = Allgemeines Direktorium für die Staatssicherheit). Der DGSE bekämpfte die Contras mit nachrichtendienstlichen Mitteln und Kommando-Operationen, verfügte aber auch über eine paramilitärische Spezialeinheit zur Guerillabekämpfung, die Tropas Pablo Úbeda. Bei einem Gefecht dieser Einheit mit ARDE-Contras am 5. November 1984 in der Nähe von Boaco kam der damalige Kommandeur, Subcommandante Enrique Schmidt, ums Leben.
Sowohl das EPS als auch das Innenministerium/DGSE wurden durch Militär- und Polizeieinheiten des Warschauer Pakts und Kubas ausgebildet. In der DDR wurden von der Nationalen Volksarmee bis Juli 1990 232 sandinistische Offizieranwärter an der Offiziershochschule für ausländische Militärkader „Otto Winzer“ in Prora ausgebildet. Im Juli 1990 befanden sich noch 85 weitere Anwärter in der Ausbildung. Das Ministerium für Staatssicherheit war zuständig für die logistische Hilfe und Ausbildung des DGSE. Hierzu wurde eng mit dem kubanischen Geheimdienst Dirección de Inteligencia, der dem Innenministerium in Havanna (MININT) untersteht, kooperiert.

## Involvierung anderer Staaten

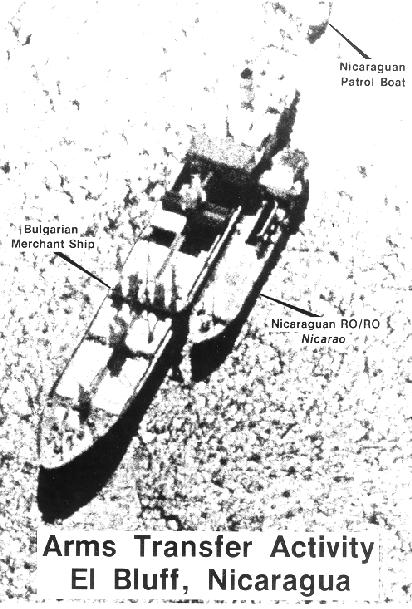
Arms Transfer Activity in progress, El Bluff, Nicaragua – CIA IMINT

Neben den USA waren auch die Volksrepublik China, Polen und die DDR an Waffenlieferungen an die Contras beteiligt. Nicaragua erhielt militärische Unterstützung aus der Sowjetunion, die vor allem Waffen und Munition lieferte, sowie aus Kuba, das zahlreiche Militärberater und Ausbilder entsandte. Der damalige sowjetische Präsident Michail Gorbatschow unterbreitete den USA 1987 das Angebot, die militärische Hilfe an Nicaragua einzustellen, wenn die USA ihre Hilfe an die Contras ebenfalls einstellen würden. Reagan bestätigte, das Angebot erhalten zu haben, ging jedoch nicht darauf ein.
Von Costa Rica aus kämpfte zwischen 1982 und 1986 mit der ARDE eine weitere bewaffnete antisandinistische Gruppe gegen die Sandinisten, die ein Zusammenschluss aus der FRS des Ex-Sandinisten Edén Pastora Gómez, der UDN-FARN der Brüder Chamorro, der MDN Robelos und der MISURASATA unter Führung Brooklyn Riveras war.

## Internationale Solidarität mit Nicaragua

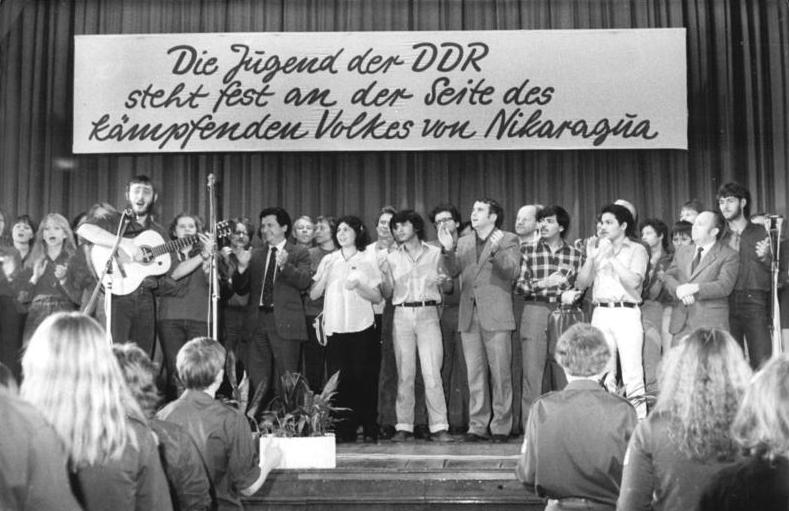
Bundesarchiv Bild 183-1983-0330-024, Berlin, Solidaritätsmeeting Nicaragua

Mit den aufkommenden Gerüchten um eine mögliche Invasion der USA in Nicaragua kam es innerhalb von linken und christlichen Gruppierungen zu größeren Solidaritätsbekundungen. Es wurden internationale Arbeiterbrigaden gebildet, die in Nicaragua Hilfe leisteten und gleichzeitig durch ihre Anwesenheit einen verdeckten Einfall der USA in das Land möglicherweise verhinderten. Gleichzeitig hatte die Bewegung auch im Sinn, einen medialen Gegenpol zur von den USA verbreiteten anti-sandinistischen Propaganda zu schaffen.
Alleine aus der Schweiz kamen 800 Leute in Solidaritätsbrigaden nach Nicaragua, um dort vor Ort zu helfen. 1986 wurden mit Maurice Demierre und Yvan Leyvraz zwei Schweizer von den Contras ermordet, woraufhin die Schweiz den Einsatz von Schweizer Staatsangehörigen bei subventionierten Entwicklungsprojekten in bestimmten Gebieten Nicaraguas untersagte. Das Schweizer Außenministerium äußerte sich zwar bedauernd über den Tod von Leyvraz, verzichtete aber auf einen Protest gegenüber den USA. Ein Staatssekretär sagte, dass er den Amerikanern habe zugestehen müssen, dass es sich bei den ermordeten Schweizern um „links ausgerichtete Leute“ gehandelt habe. Trotz all ihres Einsatzes konnten die Solidaritätsbrigaden aber nicht verhindern, dass eine Gruppe rechtsgerichteter Parlamentarier, die das Land besuchte, die sandinistische Regierung später in der Öffentlichkeit als „kommunistisches und totalitäres Land“ bezeichnete. Westdeutsche Opfer des Konflikts waren die Entwicklungshelfer Berndt Koberstein (1956–1986) und Albrecht „Tonio“ Pflaum (1947–1983), die beide von Contras ermordet wurden.

## Wirtschaftsentwicklung während des Contra-Krieges
Siehe Hauptartikel: Wirtschafts- und Sozialpolitik der Sandinisten

## Kriegsende
Durch Vermittlung der zentralamerikanischen Staaten wurden 1989 die zweiten freien Wahlen vorbereitet. Außerdem wurde die Entwaffnung der Contra-Rebellen und Sandinisten-Milizen bis zum 8. Dezember 1989 beschlossen. Bei den Wahlen 1990 gewann die vereinigte nicaraguanische Opposition („UNO“) unter der Führung von Violeta Barrios de Chamorro mit 54,7 % der Stimmen und besiegelte so das Ende der sandinistischen Regierung.
Als es zu Friedensvereinbarungen und Entwaffnung kam, wurden den Contras und Sandinisten, die ihre Waffen abgegeben hatten, Land, Werkzeug und Saatgut versprochen. Diese Versprechen wurden in allzu vielen Fällen nicht eingehalten, und deshalb haben seit dieser Zeit Contras und Sandinisten der Chamorro- und der Alemán-Regierung immer wieder zugesetzt.
Die Präsidentin Chamorro behielt den Bruder des ehemaligen sandinistischen Präsidenten Daniel Ortega, Humberto Ortega, als Oberbefehlshaber der Armee im Amt. Dies provozierte 1993 einen Widerstand bei den Contras. Um Ortegas Rücktritt zu erzwingen, nahmen sie 38 Geiseln. Die Sandinisten reagierten mit der Entführung des Vizepräsidenten und weiterer Personen. Noch im gleichen Jahr wurden die Geiseln wieder freigelassen, und Humberto Ortega verließ die Armee.

## Auswirkungen
Der Krieg forderte zwischen 20.000 und 60.000 Menschenleben. Der von den USA verdeckt geführte Krieg, die Fehlschläge bei den Reformen der Sandinisten und die Intervention der USA (u. a. Wirtschaftsboykott) hatten die Wirtschaft Nicaraguas ruiniert.

## Belletristik
- Klaus-Peter Wolf: Tage, die wie Wunden brennen, 1. Aufl. Dortmund (Weltkreis-Verlag)1985. ISBN 3-88142-339-7

## Dokumentationen
- Angriffsziel Nicaragua: Berichte von einem geheimen Krieg, unter Verwendung von Dokumentarmaterialien von Saul Landau und Peter Torbiörnsson, ausgestrahlt am 22. April 1983 auf NDR III.
- Die nackten Füße Nicaraguas (BRD 1983, Regie: Rolf Neddermann, Manfred Vosz, Drehbuch: Günter Wallraff).
- Ballade vom kleinen Soldaten (BRD 1984, Regie: Werner Herzog).
- Cover Up: Behind the Iran Contra Affair (USA 1988, Regie: David Kasper, Barbara Trent)
- Reyno, 11 Jahre, Soldat: Kindheit in Nicaragua (Schweden 1988, Regie: Peter Torbiörnsson, Carl Ibe).
- Nicaragua – Die gestohlene Revolution (TV BRD/F 2014, Regie: Clara Ott/Gilles Bataillon).

## Filme
- Noriega – Gottes Liebling oder Monster? (God´s Favorite, USA 2000, Regie: Roger Spottiswoode, mit Bob Hoskins als Manuel Noriega)
- Kill the Messenger (USA 2014, Regie: Michael Cuesta)
- Barry Seal: Only in America (USA 2017, Regie: Doug Liman, Hauptrolle: Tom Cruise)
- Latino (USA 1985, Regie: Haskell Wexler)